# Private Eye
Private Eye (досл.: «Собственный глаз», в значении «частный сыщик») — английский сатирический журнал, который издаётся раз в две недели. В настоящее время редактором журнала является Иан Гислоп.

## История
С момента своего первого издания в 1961 году, «Private Eye» был видным критиком общественных деятелей, считал их некомпетентными, неэффективными или коррумпированными, в дальнейшем самопровозгласил себя «бельмом на глазу» британских созданий. Сам журнал активно критикуется монументальной британской прессой за стиль, а также за готовность к печати клеветнических и противоречивых историй. Это нашло отражение в его некогда видных историях, благодаря которым он прославился.
Предтечей Private Eye был школьный журнал под редакцией Ричарда Инграмса, Вилли Раштона, Кристофера Букера и Пола Фута в Шрусбери в середине 1950-х годов (Salopian). После Национальной службы, Инграмс и Фут поступили в Оксфордский университет, где встретили своих будущих сотрудников Питера Усборна, Эндрю Осмонда, Джона Уэллса, Даная Брука и других. Журнал начал своё существование, когда Питер Усборн узнал о новом процессе печати, фото-лито сдвига — то есть тот, кто имеет пишущую машинку и Letraset могут сами производить журнал. Изначально журнал финансировался Осмондом и вышел в свет в 1961 году. Первое своё название «Finger» журнал получил, когда Осмонд наткнулся на известный плакат пропаганды «лорд Китченер» (Китченер указывает на читателя пальцем, внизу подпись «ТЫ НУЖЕН» Присоединись к Армии Твоей Страны; англ. «WANTS YOU» Join Your Country’s Army). После название «Finger» было отклонено, Осмонд предложил «Private Eye».
Журнал был изначально под редакцией Кристофера Букера и дизайнера Вилли Раштона, который также рисовал карикатуры для него. Позже его редактором стал Ричард Инграмс. Первоначально, «Private Eye» был лишь собранием глупых шуток и являлся расширением исходного школьного журнала и альтернативы «Панч» (англ. Punch). После первого успеха, журнал получил большую финансовую поддержку и «Private Eye» стал действительно профессиональным изданием.
Большой и важный вклад в развитие журнала внесли Оберон Во, Клод Кокберн, Барри Фантони, Джеральд Скарф, Тони Раштон, Патрик Марнхем и Кандина Бетжман. Кристофер Лог был давним участником, выпускающим колонки «True Stories» с вырезками из национальной прессы. Сплетник Найджел Демпстер много писал для журнала, прежде чем он поссорился с редактором и редколлегией. Пол Фут является автором статей о политике, местных органax власти и коррупции. Инграмс работал в качестве редактора журнала до 1986 года, после его место занял Ян Хислоп. Инграмс остался председателем холдинга.
«Private Eye» специализируется на грубых сплетнях и скандалах о злодеяниях весомых и известных политиков. В связи с этими статьями, журнал часто получал иски о клевете, среди них три от сэра Джеймса Голдсмита и несколько от Роберта Максвелла, один из которых привёл к крупным штрафам, расходы и убытки составили 225 000 фунтов стерлингов.
Близок по подаче информации к французскому еженедельнику «Канар аншене», советским журналам «Вожык», «Крокодил», «Перець» и постсоветским аналогам, среди которых можно назвать газету «Московская комсомолка» и бюллетень «the eXile».